# Rindö redutt

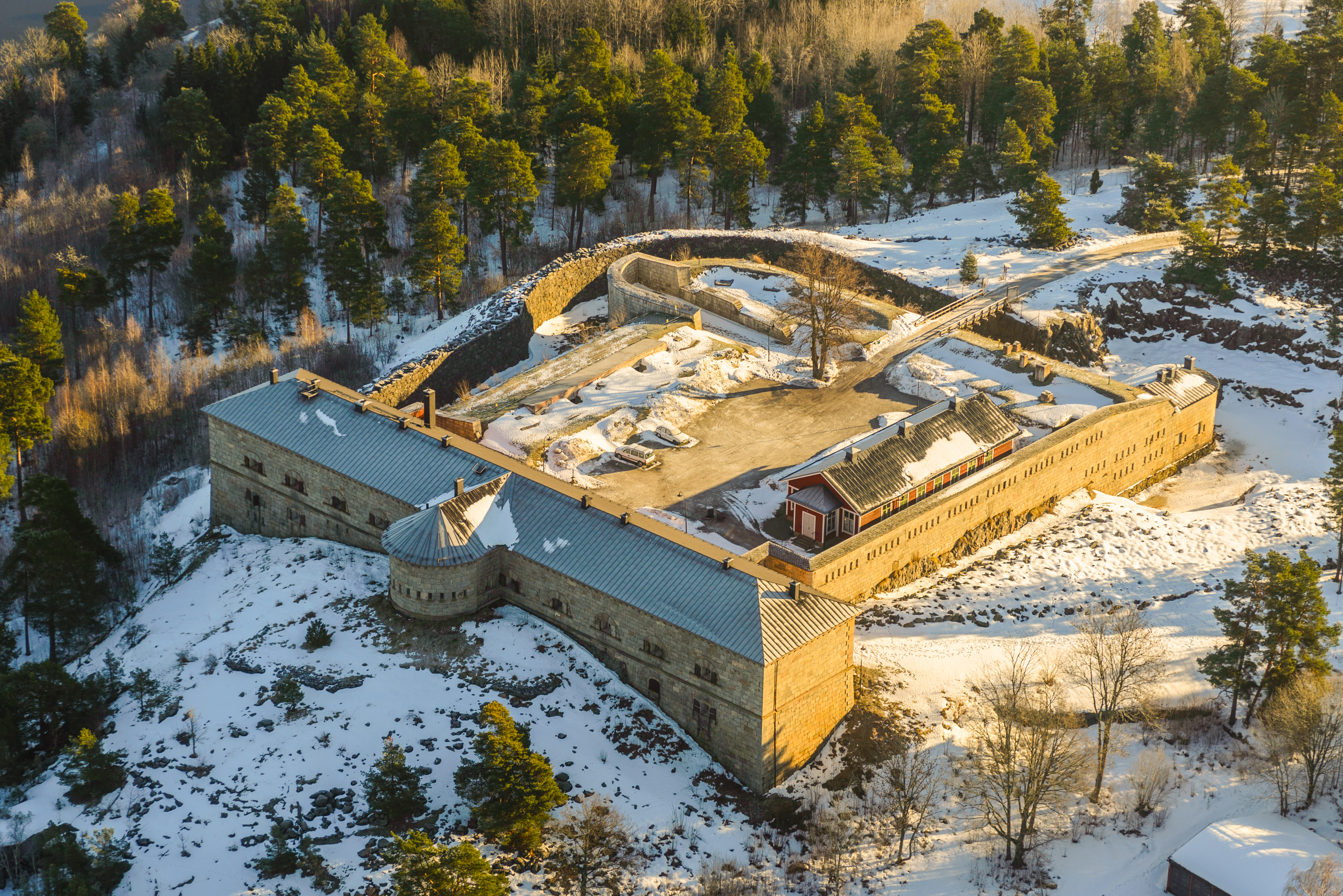
Rindö redutt i februari 2013.

Rindö redutt är en redutt (befästning) på Rindö utanför Vaxholm i Stockholms skärgård. Den är belägen på öns västra udde och byggdes för att komplettera Vaxholms kastell vid försvaret av inloppet till Stockholm via Kodjupet och Norra Vaxholmsfjärden i norr. Genom reduttens höga placering på udden kunde man både behärska sektorn i norr och nordost samt beskjuta vattnet intill kastellet med kanoneld. Till Rindö redutt hörde även försvarsverket 12:e batteriet från 1870-talet. Sedan 1935 är Rindö redutt klassad som byggnadsminne och förvaltas av Statens fastighetsverk.

## Byggnad

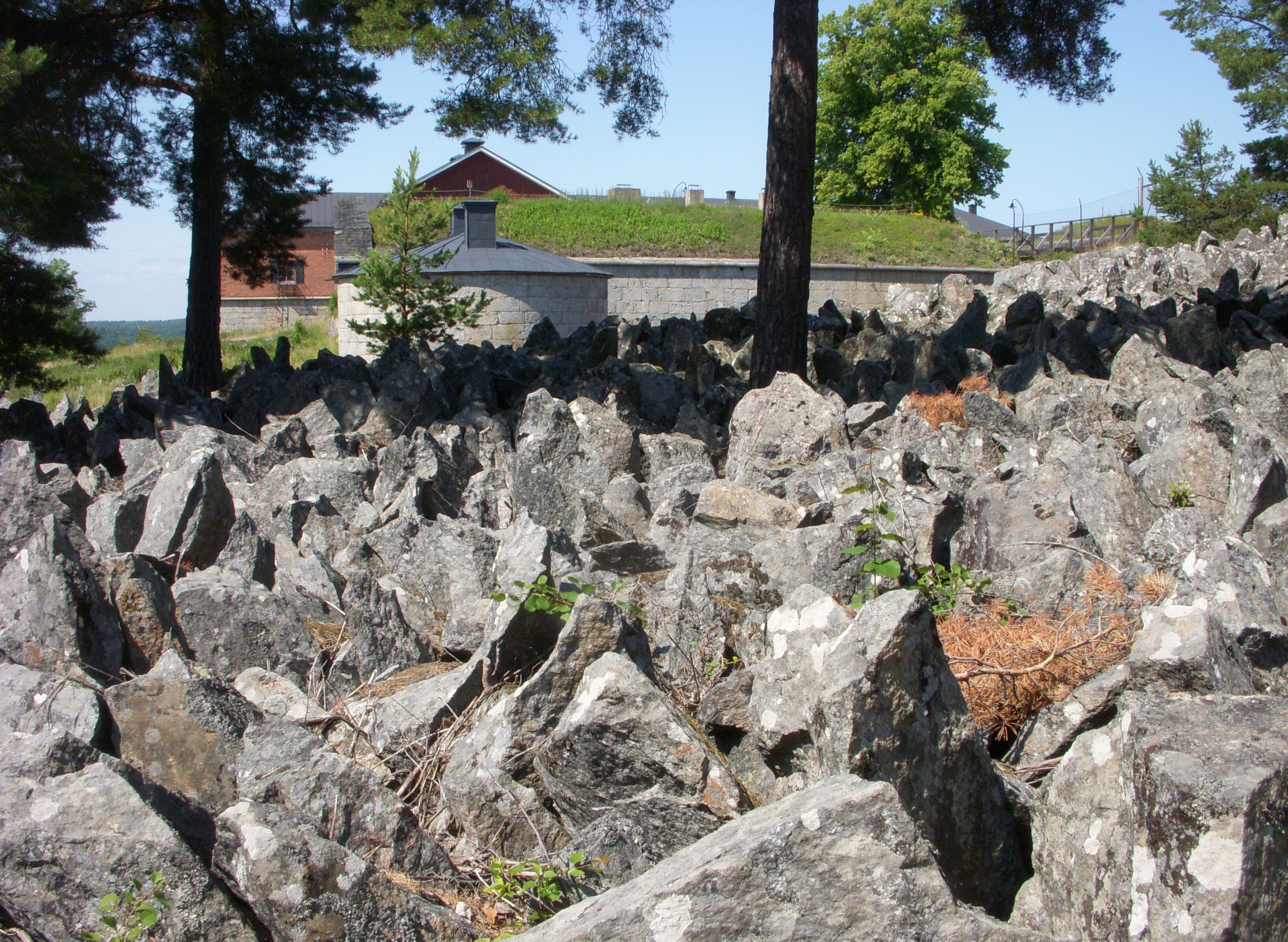
På högkant placerade sprängstenar.

Fästningen ritades av fortifikationsingenjören Johan af Kleen och uppfördes under åren 1858–1863. Redutten domineras av donjonen (logement inrättat för strid), vars huvudfasad är riktad mot nordväst. Byggnadens fasad mot innergården är uppförd av tegel medan gavlarna och fasaden mot havet består av granit. I sydväst tillsluts borggården av en spärrmur medan resterande sidor omges av vallar och en djup grav. Utanför dessa återfinns en fältvall med svårforcerade sprängstenar som ibland placerats på högkant för att skydd vid en invasion. De fick samma funktion som första världskrigets draktänder.
Reduttens två kaponjärer medgav eld längs hela försvarslinjen. Dessa två tidstypiska utskjutande försvarsverk var de första i sitt slag som byggdes i Sverige. Kaponjären på huvudfasaden täcker densamma, medan den andra nere i graven i söder täcker den sydöstra graven.
Efter skjutproven 1872 mot Vaxholms kastells nybyggda murar, då pansarbåten HMS Hildur med sina moderna kanoner sköt igenom desamma, försågs anläggningen på Rindö med nytt batteri beläget framför själva redutten (12:e batteriet). Batteriet var genom sin delvisa nedsprängning i berget och med sina fyra 15,2 cm kanoner m/98B under pansarkupoler det första i sitt slag som byggdes i landet. Man hade då redan påbörjat byggandet av det modernare fortet Oskar-Fredriksborg vid det nu muddrade Oxdjupet på östra delen av ön.

## Avveckling
Genom försvarsbeslutet 1925, som syftade till nedrustning, utgick Vaxholms inre försvarslinje ur krigsorganisationen. Härmed förlorade befästningarna på Rindö sin funktion. Rindö redutt var bestyckad och hade manskap förlagd inom sina murar fram till 1940-talet. Under efterkrigstiden tjänade redutten som militärt förråd. 12:e batteriet avvecklades 1933 och tre av batteriets fyra pjäser flyttades till 15,2 cm-batteriet på Landsort där de tjänstgjorde från 1938 till slutet av 1960-talet.

## Bilder

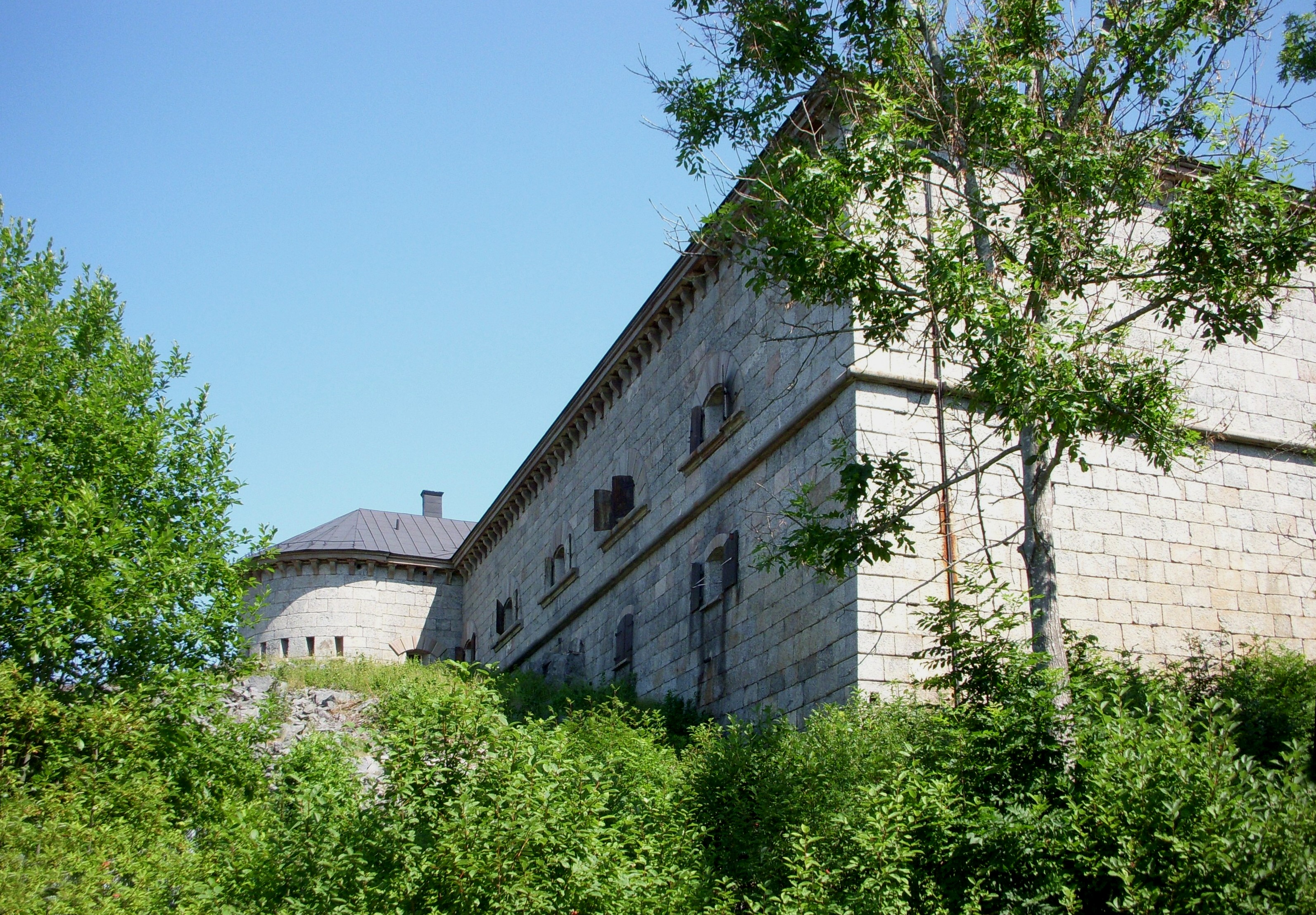
Donjonens huvudfasad.
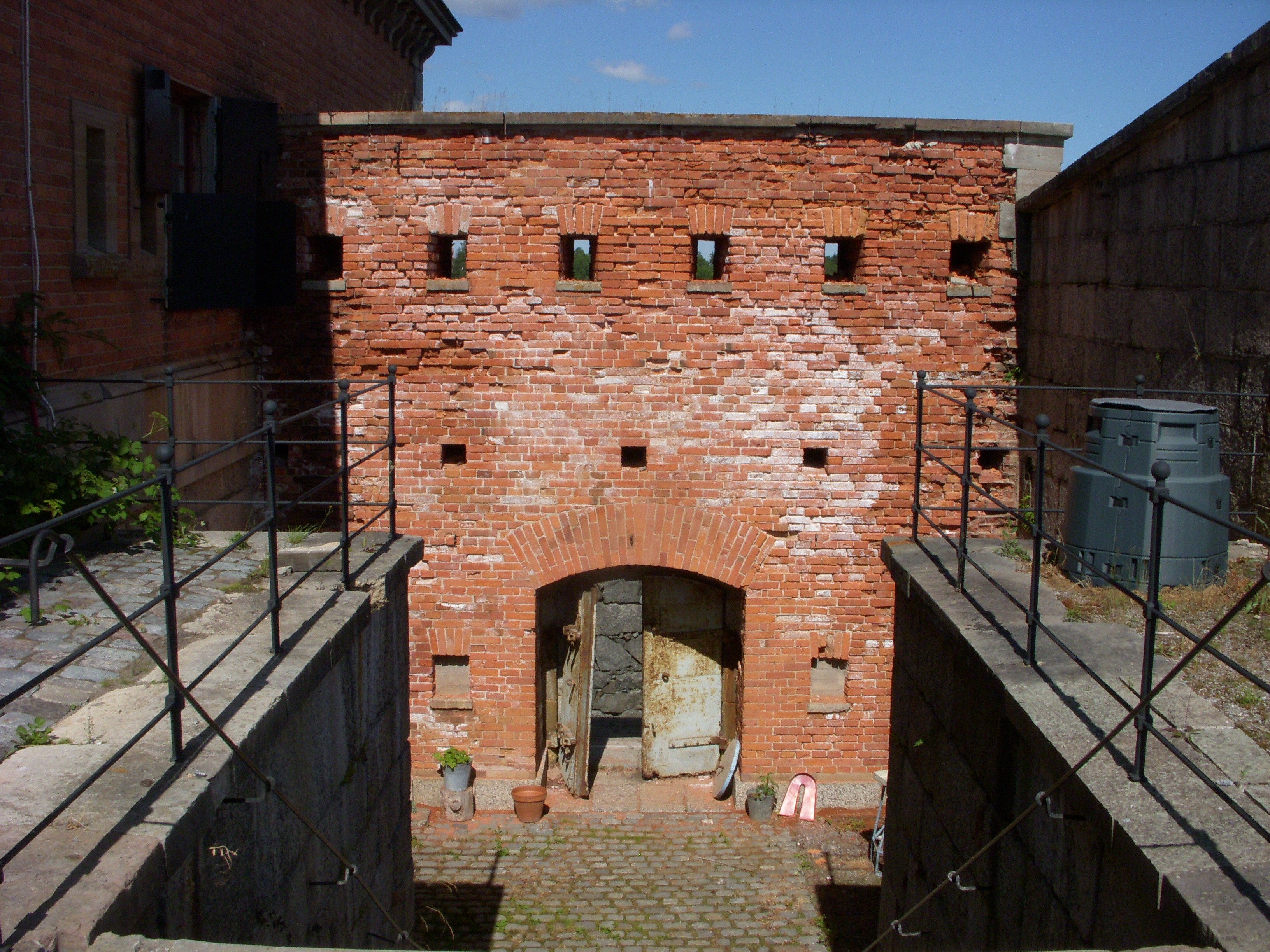
Trappa och port till vallgraven.
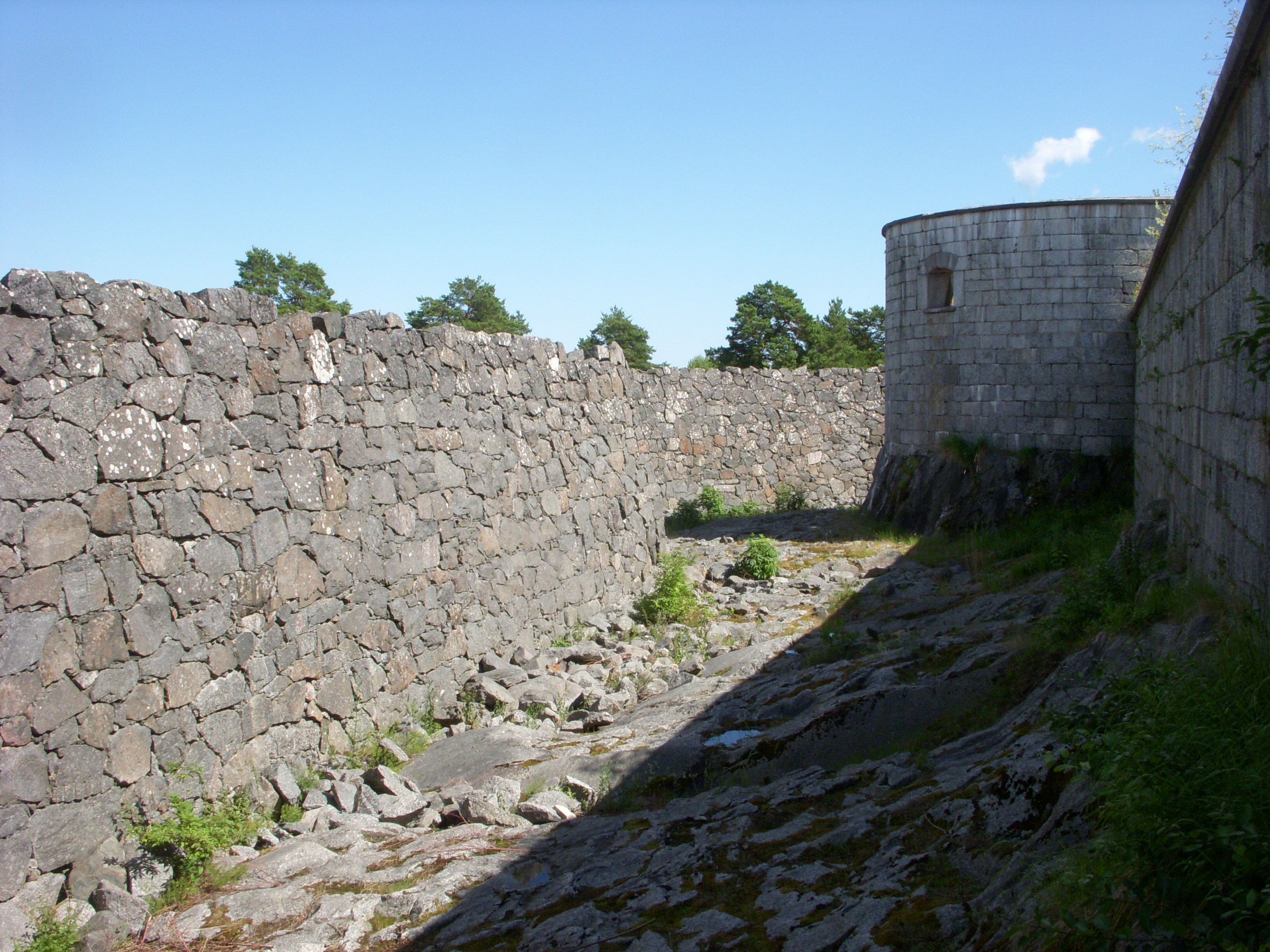
Vallgraven och kaponjären på huvudfasaden.
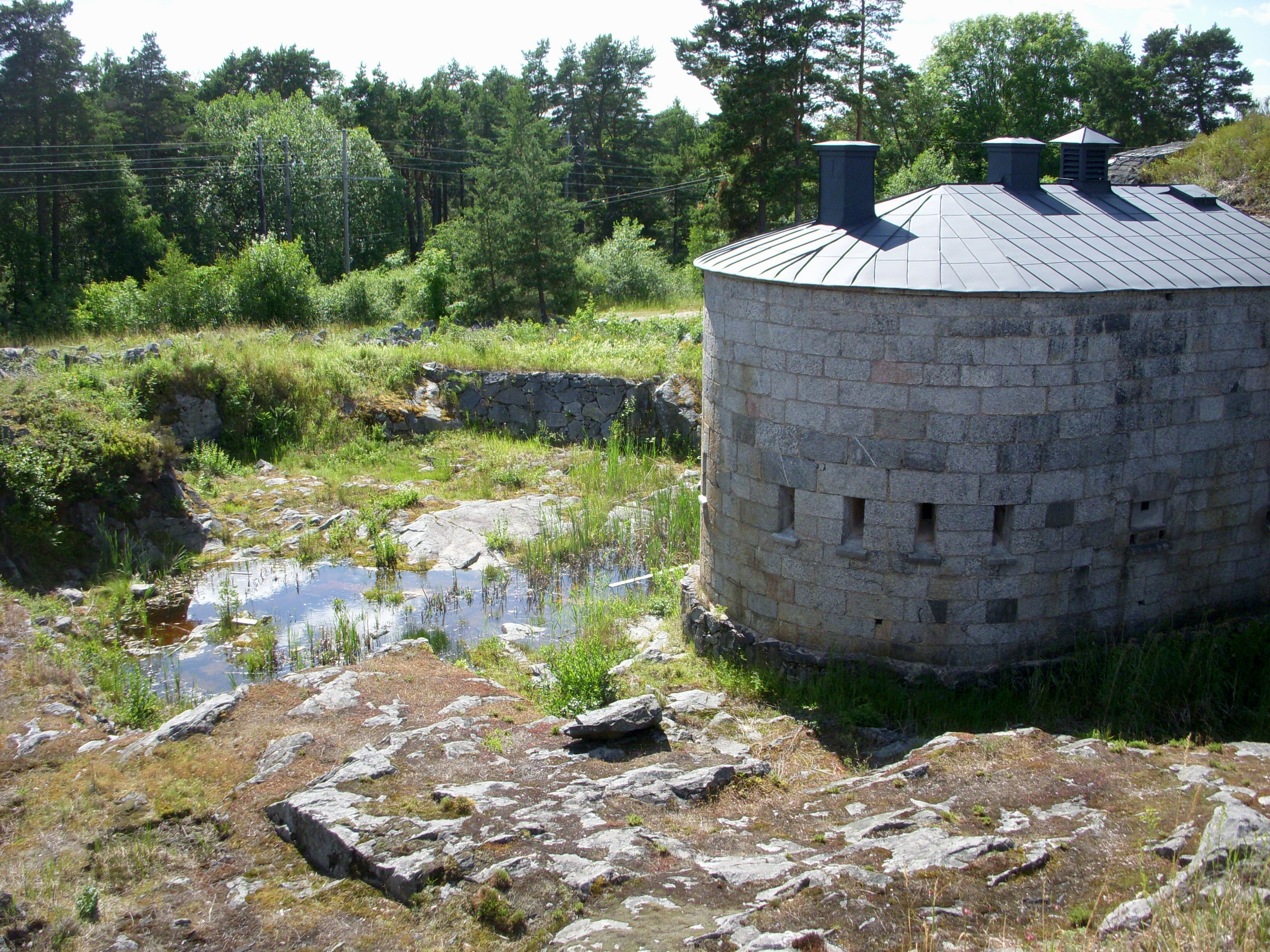
Kaponjären i sydöstra vallgraven.
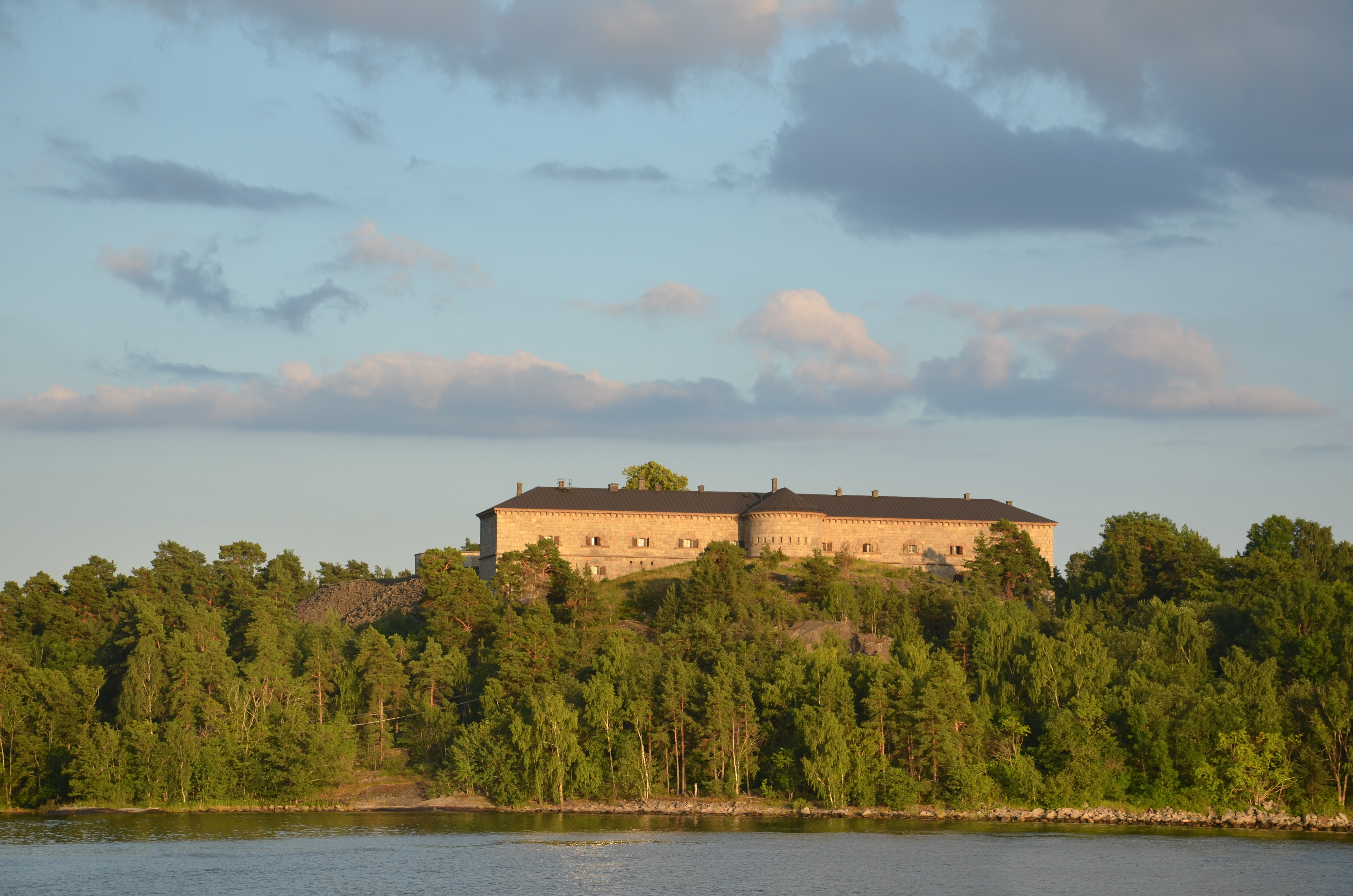
Rindö redutt från vattnet.